# Pancalieri
Pancalieri là một đô thị ở tỉnh Torino trong vùng Piedmont, có vị trí cách khoảng 30 km về phía tây nam của Torino, nước Ý. Tại thời điểm ngày 31 tháng 12 năm 2004, đô thị này có dân số 1.969 người và diện tích là 16,0 km².
Pancalieri giáp các đô thị: Osasio, Virle Piemonte, Vigone, Lombriasco, Casalgrasso, Villafranca Piemonte, Faule, Faule, và Polonghera.